# Takeharu Hayakawa
Takeharu Hayakawa (jap. 早川 岳晴, Hayakawa Takeharu; * 19. März 1954 in der Präfektur Tokio) ist ein japanischer Jazzmusiker (Kontrabass, E-Bass, auch Gitarre, Komposition).
Takeharu Hayakawa arbeitete ab den 1970er-Jahren in der japanischen Jazzszene u. a. in der Doctor Umezu Band um den Saxophonisten Kazutoki Umezu, für die er auch komponierte. In den 1990er-Jahren spielte er weiterhin mit Eiji Tanaka und Natsuki Kido im Trio Coil, mit dem er zwei Alben vorlegte, sowie mit dem Bluesrock-Duo Lay-Run (Kōhei Tsuchiya/Reiichi Nakaido). In den 2000er-Jahren war er Mitglied u. a. im Satoko Fujii Quartett, zu hören auf den Alben Minverva (2002) und Angelona (2005). Im Bereich des Jazz listet ihn Tom Lord zwischen 1975 und 2012 bei 30 Aufnahmesessions. Unter eigenem Namen legte Hayakawa 1996 ein selbstbetiteltes Debütalbum bei JVC-Victor vor, gefolgt von Kowloon (Vivid Sound, 2002) und Gwoh-In (Studio Wee).